# Jean-Baptiste Marchand
Jean-Baptiste Marchand, född 22 november 1863 i Thoissey, departementet Ain, död 13 januari 1934 i Paris, var en fransk militär och upptäcktsresande.

## Biografi
Marchand blev 1883 officer, deltog i flera expeditioner i Västafrika och fick 1896 ledningen av en expedition, som från Franska Kongo skulle framtränga till övre Nilen. Han lämnade 21 mars 1897 Brazzaville, for uppför Oubangui och dess biflod Mbombou, förde sina farkoster över till Nilens vattensystem och nådde 10 juli 1898 med åtta officerare och 120 soldater Fashoda vid Vita Nilen. Han anlade där på ruinerna av ett gammalt egyptiskt citadell ett litet fort, tillbakaslog i augusti ett anfall av sudanesiska dervischer och proklamerade ett franskt protektorat i området. 
Dit anlände omedelbart efter sin seger över dervischerna den brittiska Sudanexpeditionens befälhavare Horatio Herbert Kitchener (september), som påyrkade platsens utrymmande, men nöjde sig med att hissa brittisk och egyptisk flagg samt kvarlämna en truppstyrka. Marchand for med Kitchener till Europa, återvände, befordrad till major, och utrymde den 11 december samma år, sedan Frankrike givit upp sina anspråk, Fashoda och tog hemvägen över Abessinien.
I Frankrike firades han vid återkomsten som nationalhjälte; han deltog därpå i expeditionen till Kina under boxarupproret och befordrades 1902 till överste, men tog 1904 demonstrativt avsked, då han inte fick tillåtelse att tjänstgöra i ryska armén under kriget mot Japan. Vid krigsutbrottet 1914 inställde sig åter Marchand i militärtjänst och deltog som brigadgeneral i striderna i Champagne och vid Somme samt blev 1916 svårt sårad.